# Digging for Fire
Pour plus de détails, voir Fiche technique et Distribution.
Digging for Fire est un film américain réalisé par Joe Swanberg, sorti en 2015.

## Synopsis
Tim et Lee se trouvent embarqués dans une aventure, après avoir retrouvé un pistolet et un os...

## Fiche technique
Sauf indication contraire, les informations mentionnées dans cette section peuvent être confirmées par la base de données cinématographiques IMDb,  présente dans la section « Liens externes ».
- Titre original : Digging for Fire
- Titre québécois :
- Réalisation : Joe Swanberg
- Scénario : Jake Johnson et Joe Swanberg
- Direction artistique : Erin O'Donnell
- Décors : Liz Toonkel
- Costumes :
- Photographie : Ben Richardson
- Montage : Joe Swanberg
- Musique : Dan Romer
- Production : Jake Johnson, Joe Swanberg et Alicia Van Couvering

Producteurs délégués : Jason Baum
- Sociétés de production : Garrett Motion Pictures, Walcott Company et Lucky Coffee Productions
- Sociétés de distribution : Paramount Pictures (USA), Sony Pictures Entertainment (France)
- Budget :
- Pays d’origine :  États-Unis
- Langue originale : anglais
- Format : Couleur — 35 mm — 2,35:1 — Son :
- Genre : Film dramatique
- Durée : 83 minutes
- Dates de sortie :
  -  États-Unis : 26 janvier 2015  (Festival du film de Sundance) / 21 août 2015 (sortie nationale)
  -  Canada : 28 août 2015 (Festival international du film de Toronto)

## Distribution
Sauf indication contraire, les informations mentionnées dans cette section peuvent être confirmées par la base de données cinématographiques IMDb,  présente dans la section « Liens externes ».
- Jake Johnson : Tim
- Rosemarie DeWitt : Lee
- Orlando Bloom (VFB : Sébastien Hébrant) : Ben
- Brie Larson : Max
- Sam Rockwell : Ray
- Mike Birbiglia : Phil
- Sam Elliott : Pop Pop
- Anna Kendrick : Alicia
- Ron Livingston : Bob
- Judith Light : grand-mère
- Chris Messina : Billy T
- Melanie Lynskey (VFB : Violette Pallaro) : Squiggy
- Kent Osborne : Adam
- Jane Adams : actrice
- Jenny Slate : femme yoga
- Timothy Simons : homme yoga
- Tom Bower : Tom, le voisin
- Lindsay Burdge : Lucy
- Steve Berg : Paul
- Jude Swanberg : Jude
- Padraic Cassidy : Brian

## Critiques
Le film reçoit des avis allant de mitigés à très bons. Sur le site Allociné, il obtient une note moyenne de 3/5 de la part des spectateurs français. Sur le site américain Rotten Tomatoes, il obtient 66% d'avis positifs.